# L'Enlèvement du corps de saint Marc
L'Enlèvement du corps de saint Marc est une peinture de la Renaissance du peintre vénitien Le Tintoret des années 1562 à 1566. Il est accroché dans les Galeries de l'Académie de Venise.
Une restauration a été effectuée à la fin du XIXe siècle, qui a rendu visible à l'arrière-plan un bûcher qui avait été repeint.

## Histoire
En 1562, Tommaso Rangone, grand maître de la Scuola Grande di San Marco à Venise, charge Le Tintoret de représenter les miracles de  saint Marc pour la décoration de la salle capitulaire de la Scuola. En plus de L'Enlèvement, La Découverte du corps de saint Marc (Pinacothèque de Brera, Milan) et le Miracle de l'esclave sont également conçus. Le fait que saint Marc et ses miracles soient le sujet des peintures s'explique par son statut de saint patron de Venise et sa fonction de saint titulaire de la Scuola.

## Description
Pietro Paoletti,  par ailleurs, décrit dans son livre La Scuola Grande di San Marco que la représentation montre le moment de la soi-disant Translatio Santi Marci, c'est-à-dire la translation de saint Marc d'Alexandrie à Venise. Selon lui, saint Marc est transporté par deux marchands vénitiens, Bonus di Malamocco et Rustico di Torcello, sur un navire qui doit le conduire à Venise.

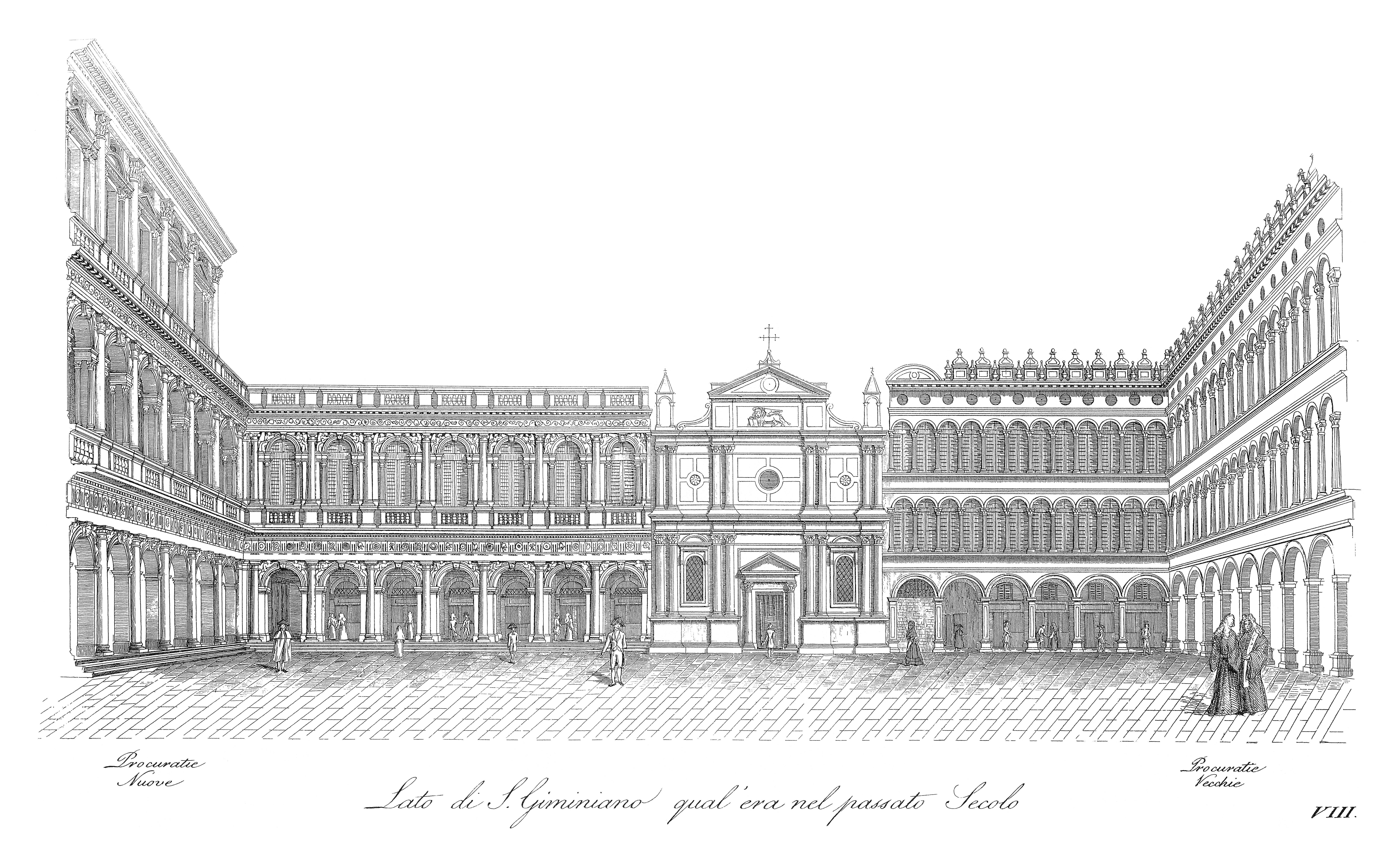
Place Saint-Marc avec l'ancienne église San Geminiano (Dionisio Moretti, 1831).

Au premier plan se trouve un groupe de sept personnes et un chameau, assis sur une place profonde entourée de bâtiments. Selon la légende, cette place se trouve à Alexandrie, mais elle rappelle la place Saint-Marc à Venise et possède également le pavage vénitien caractéristique de brique et de pierre d'Istrie. C'est une architecture fantastique inspirée des projets de Jacopo Sansovino pour l'aménagement de la place Saint-Marc, avec un édifice somptueux et un grand portique à l'intérieur duquel des personnes courent pour s'abriter de la tempête. Le temple païen (Sérapéum d'Alexandrie) en arrière-plan est une modification surélevée et décorée de l'église San Geminiano démolie en 1807 et le palais sur la gauche est un mélange des anciennes Procuraties et de la Biblioteca Marciana. Au second plan sur la gauche, des personnages en robes claires s'enfuient sous les arcades du palais pour se protéger de l'orage. À l'avant de la place, figure un temple de face, devant lequel est disposé un grand tas de broussailles. Au-dessus des bâtiments blancs, un ciel sombre et profond avec des nuages et des éclairs se détache en contraste élevé, coloré du légèrement rose au rouge sang.
Les personnes au premier plan à droite, portant le corps sans vie de saint Marc, sont les chrétiens qui emportent le saint pour l'enterrer. Le corps du mort forme un axe diagonal, donnant l'impression que les gens sortent du tableau avec leur fardeau. Il faut noter que le Tintoret décide de représenter la dépouille mortelle dépourvue de raideur cadavérique et pas du tout sujette à la putréfaction (il en va de même dans la Découverte). À leur gauche se trouvent deux personnages allongés sur le sol, l'un tenant la bride d'un dromadaire et l'autre un grand tissu. Le dromadaire s'enfuit par peur de l'orage imminent, retenu difficilement par l'homme tombé à terre ; sur son dos est attaché un tas de bois, le bûcher sur lequel le corps aurait dû être brûlé. Les rênes et les étoffes forment des parallèles aux lignes de fuite de l'architecture ; le tissu ondulant hors de l'image de gauche souligne l'axe des fuyards et amplifie leur mouvement à « la vitesse de l'éclair ». Le chamelier tombé rappelle la manière de mourir du martyr.
L'exécution du thème pictural correspond à La Légende dorée de Jacques de Voragine qui décrit comment Marc, l'évangéliste, a été traîné à mort par une corde. Peu après suit un passage qui décrit bien ce qui se passe dans la peinture du Tintoret : « Maintenant les païens voulaient le brûler. Mais voici, il y eut un bruissement dans l'air, et la grêle tomba, et le tonnerre roula et lança des éclairs, de sorte que tout le monde essaya de s'échapper, et laissa le saint corps sain et sauf. Alors les chrétiens le prirent et l'enterrèrent dans l'église avec une grande dignité ».

## Analyse

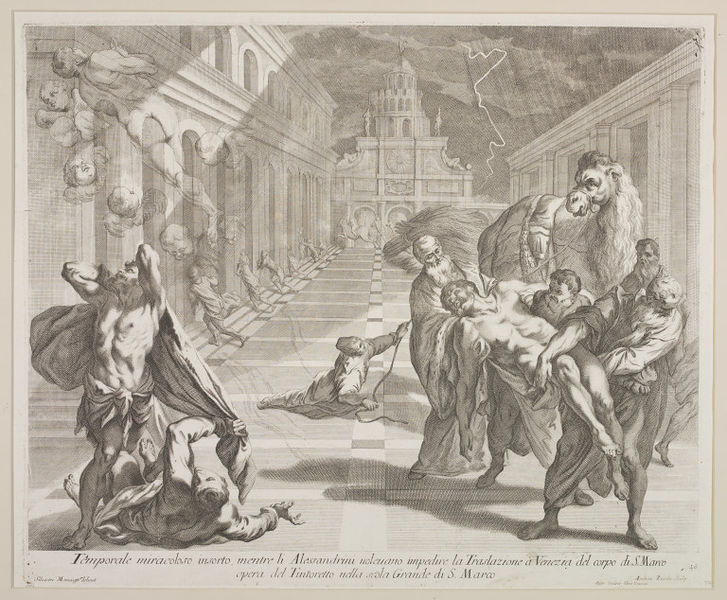
Cette gravure montre l'état d'origine (XVIIe – XVIIIe siècle).
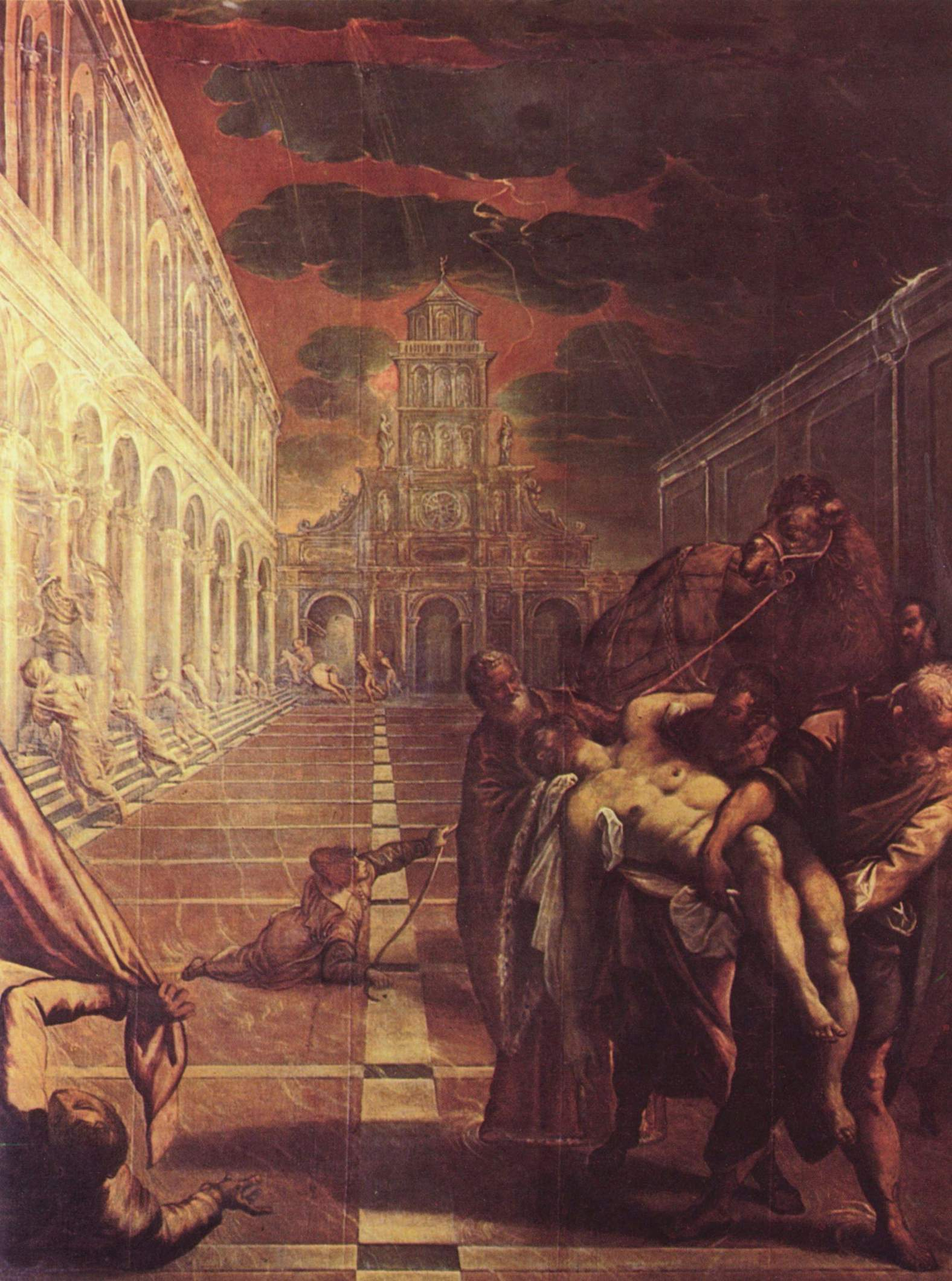
Avant la restauration avec les repeints du XIXe siècle.

La peinture était installée jusqu'au début du XIXe siècle à la Scuola puis, lors de sa fermeture sous Napoléon Ier, à la Biblioteca Marciana. De sérieuses modifications y ont été apportées : elle a été recadrée à gauche et à droite, des zones d'image ont été ajoutées aux bords supérieur et inférieur de l'image et le bûcher à l'arrière-plan a été repeint. Désormais, le motif pourrait également être interprété comme le transfert de la relique de saint Marc par des marchands vénitiens en 828 d'Alexandrie à Venise. Avant cela, l'âme du saint montant au ciel dans le coin supérieur gauche de l'image était encore visible. Elle était représentée par un nu modelé sur le corps sans vie de saint Marc, qui dans sa position oblique reprenait l'orientation du saint porté. Au-dessous de lui se trouvaient deux païens, l'un allongé sur le sol, se disputant un tissu de protection. La tête et le haut du corps de l'un d'entre eux sont encore visibles aujourd'hui dans le coin inférieur gauche du tableau. Lors d'une restauration en 1959, le bûcher est à nouveau rendu visible. Une bande de tissu de 28 cm de large, qui avait été coupée sur la gauche et attachée en haut, s'est avérée trop endommagée pour être assemblée à nouveau, de sorte que la figure du païen debout est perdue.
Comme dans le cas de La Découverte du corps de saint Marc, l'importance accordée à la perspective est évidente, dont le point de fuite est souligné par l'agencement des architectures représentées. Le choix des couleurs est plat, les ombres ne sont qu'ébauchées ; les nuances sont plus foncées chez les sujets proches tout en rendant les figures blanches ou presque transparentes si elles sont en second-plan ou en arrière-plan. Le ciel est parsemé de nuages dus au fort orage et prend une teinte rougeâtre.

### Position particulière du client dans l'image

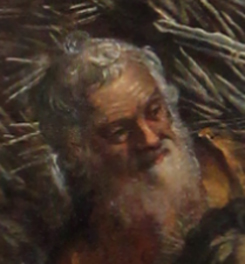
Le client, Rangone.

Comme la Scuola a refusé d'ériger un monument de Rangone sur la façade  en échange de la donation, il s'est fait peindre dans ce tableau et deux autres du cycle. Il est presque le personnage central du tableau, étant l'homme soutenant la tête du saint. Non seulement il se distingue dans l'image par sa position centrale, mais aussi parce qu'il porte une toge de noble, ce qui le distingue des autres personnages. Bien qu'il soit d'usage d'intégrer des membres des scuole dans les peintures, cela se faisait le plus souvent discrètement et en groupe. Rangone fait donc exception. Cela causa des confusions : en 1573, les frères demandent à leur ancien supérieur de reprendre les tableaux, ce qu'il refuse. Au lieu de cela, le Tintoret les récupère pour les repeindre à ses frais ; puis, il les renvoie en 1577 sans aucun changement.

## Postérité
La peinture fait partie du musée imaginaire de l'historien français Paul Veyne, qui le décrit dans son ouvrage justement intitulé Mon musée imaginaire.